# Vatikánský cestovní pas

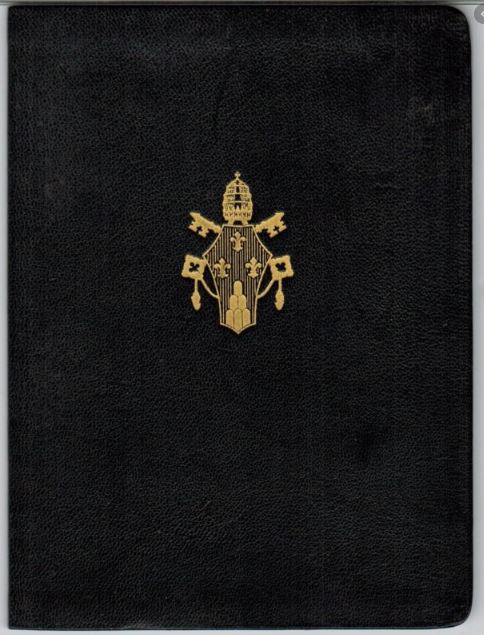
Vatikánský cestovní pas

Vatikánský pas (italsky: passaporto vaticano, latinsky: Passportum Vaticanum) je cestovní doklad vydávaný Svatým stolcem nebo Vatikánem. Svatý stolec vydává i služební pasy, zatímco Vatikán může vydávat svým občanům běžné pasy.
Pasy vydávané Vatikánem jsou v italštině, francouzštině a angličtině; zatímco pasy vydávané Svatým stolcem jsou v latině, francouzštině a angličtině.

## Mapa vízových požadavků

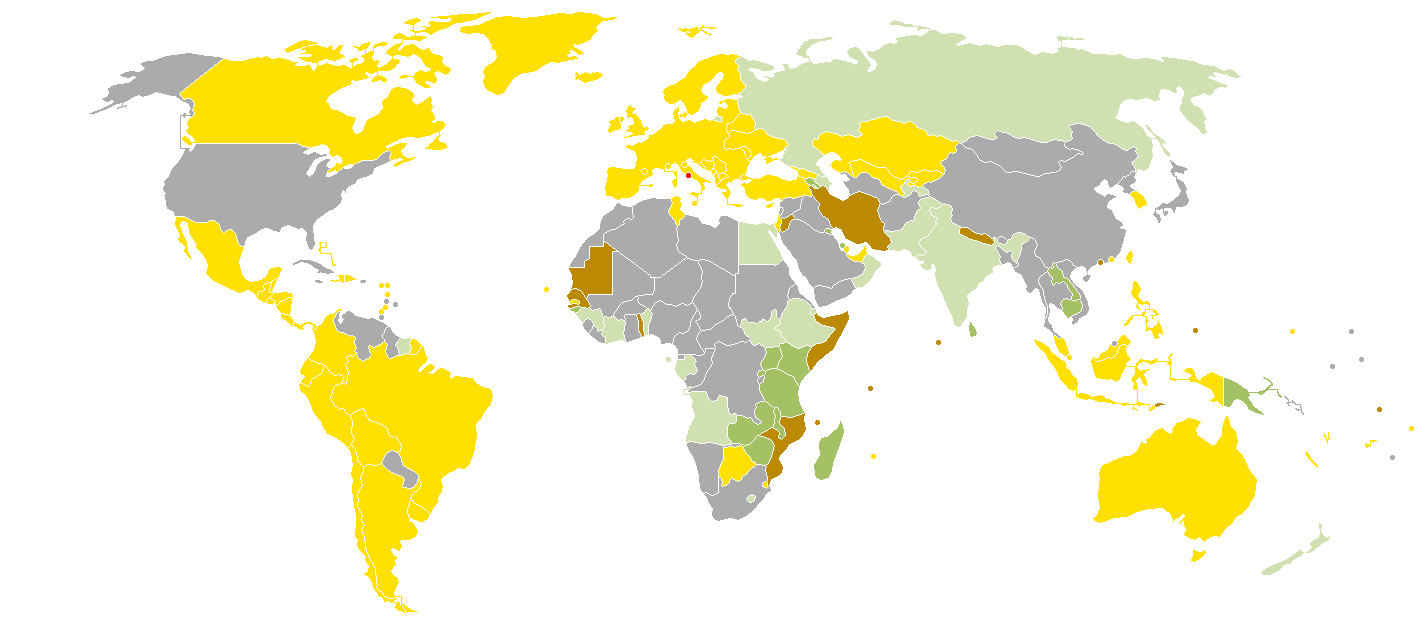
Vízová povinnost pro občany Vatikánu
Vatikán
Vízum není nutné
Vízum při příjezdu
eVisa
Vízum dostupné při příjezdu nebo online
Vízum nutné předem